# یوهان شاین
یوهان هِرمان شاین (به آلمانی: Johann Hermann Schein) (زادهٔ ۲۰ ژانویهٔ ۱۵۸۶ - درگذشتهٔ ۱۹ نوامبر ۱۶۳۰) آهنگساز اوایل دورهٔ باروک اهل آلمان بود. شاین از نخستین آهنگسازانی بود که جامعهٔ موسیقی آلمان را با موسیقی سبک ایتالیایی آشنا کردند.